# Gräfliches Hofbrauhaus Freising

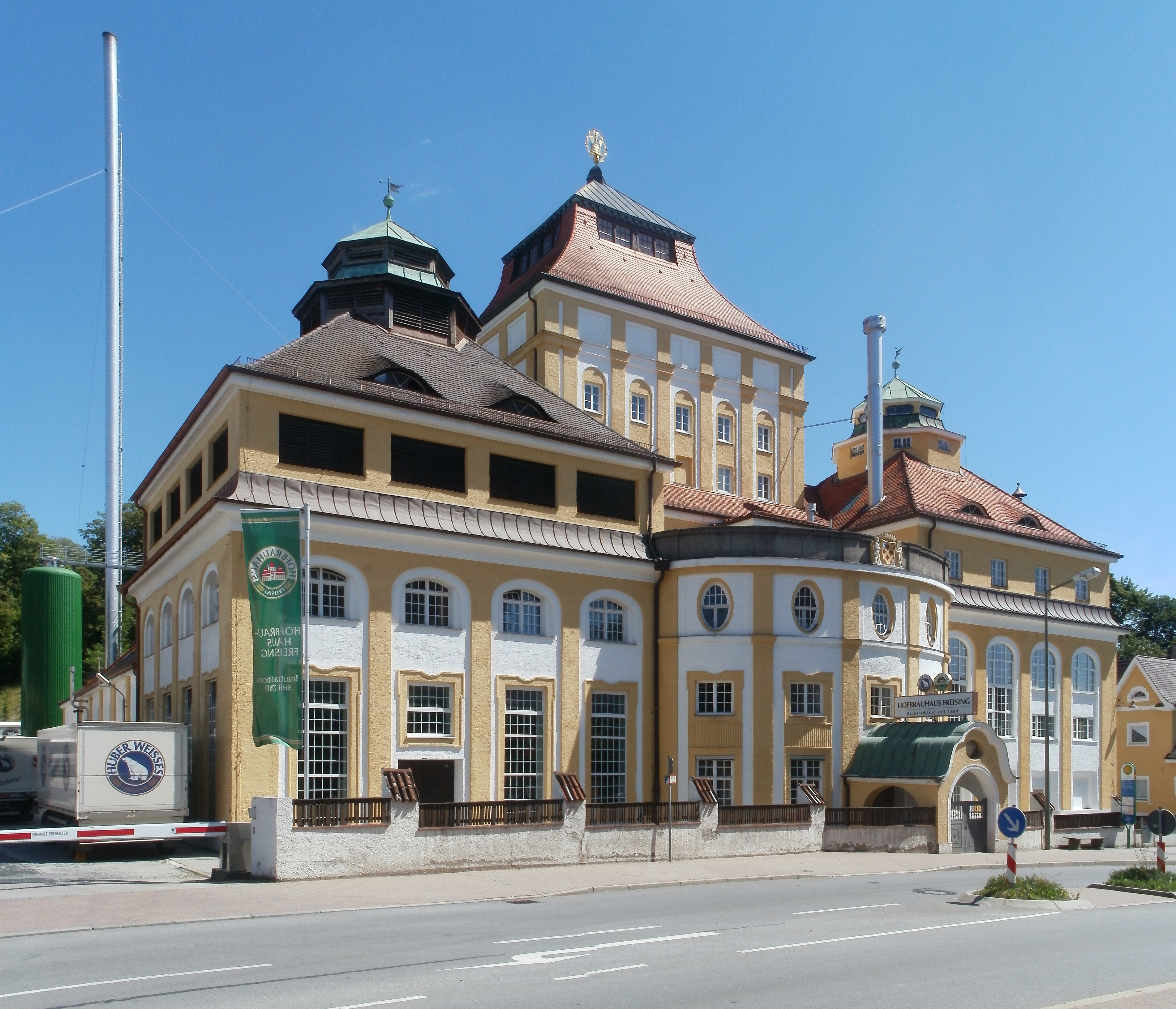
Gräfliches Hofbrauhaus

Das Gräfliche Hofbrauhaus ist der letzte und bis heute in Betrieb stehende Neubau der Brauerei Gräfliches Hofbrauhaus Freising GmbH in Freising (Oberbayern), deren Biere unter dem Namen Hofbrauhaus Freising vermarktet werden.

## Geschichte
Die Geschichte des Hofbrauhauses Freising reicht bis in das 12. Jahrhundert zurück. Unter dem Freisinger Fürstbischof Albert I. von Harthausen wurde 1160 erstmals eine Brauerei auf dem Domberg urkundlich erwähnt. 1620 ließ Fürstbischof Veit Adam von Gepeckh ein neues Brauhaus bauen, das im Philippsschloss seinen Platz hatte. Aus diesen fürstlichen Verbindungen wird bis heute die Berechtigung für die weitere Nutzung des Präfix Hof im Firmennamen abgeleitet.
Im Zuge der Säkularisation und der Auflösung des Hochstifts Freising 1803 ging das Hofbrauhaus an das Königreich Bayern und wurde 1812 von der verwitweten bayerischen Kurfürstin Maria Leopoldine erworben. Sie vererbte es an ihren Sohn, Graf Aloys von Arco-Stepperg. Nach dem Tod des Grafen im Jahr 1891 bekam dessen verheiratete Tochter, Gräfin Sophie von Moy de Sons, die Brauerei, die alsbald als Gräflich von Moy’sches Hofbrauhaus firmierte.
1911–1912 ersetzte ein Neubau an der Mainburger Straße das alte Brauhaus auf dem Domberg. Dabei wurde eine Brauereianlage nach der technischen Konzeption des Brauwissenschaftlers und Professors an der Akademie Weihenstephan Theodor Ganzenmüller errichtet, die technisch auf dem damals modernsten Stand war. Die Gebäude des Gräflich von Moy’schen Hofbrauhauses wurden von dem Münchner Architekturbüro Gebrüder Rank in einer vom Neobarock und vom Jugendstil beeinflussten Formensprache ausgeführt, die Gesamtanlage besteht aus einem reich gegliederten Zentralbau und mehreren Nebengebäuden.
Seit Dezember 1998 befindet sich das Hofbrauhaus im Besitz der Bayerischen Graf zu Toerring-Jettenbach-Brauerei. (Siehe auch Adelsgeschlecht derer von Toerring)
Im Mai 2025 wurde bekannt, dass die Brauerei verkauft werden soll.

## Produkte
- Weißbier: Huber Weisses Original, Huber Weisses Dunkel, Huber Weisses Fresh, Huber Weisses Kristall, Huber Weisses Alkoholfrei (Übernommen vom Weissbräu Huber)
- Untergärig: Urhell / Dunkel Premium / Jägerbier / Moy Bier / Leicht / Radler / Alkoholfrei
- Pils: Graf Ignaz Premium Pilsener
- Sonstige: Graf Ignaz Lagerbier / Festbier
- Verschiedene Erfrischungsgetränke

## Sonstiges
Die Brauerei ist Mitglied im Brauring, einer Kooperationsgesellschaft privater Brauereien aus Deutschland, Österreich und der Schweiz.